# Toulo de Graffenried
Emmanuel „Toulo“ de Graffenried (* 18. Mai 1914 in Paris; † 22. Januar 2007 in Lonay) war ein Schweizer Automobilrennfahrer.

## Karriere
Emmanuel de Graffenried wurde 1914 als Sohn von Léo de Graffenried, Baron und Kavallerieoffizier, und von Irma de Graffenried (geb. Stern) geboren.
1929–1932 studierte er in Freiburg und am Institut Le Rosey in Rolle.
Baron de Graffenried – so nannte er sich gerne, obwohl in der Schweiz das Führen von Adelstiteln verboten ist – blieb fast seine ganze Karriere lang mit den Wagen der Marke Maserati verbunden. 1936 debütierte er mit der Mille Miglia im Rennsport. In den Jahren 1937 bis 1939 fuhr er fast ausschließlich in der hubraumschwächeren Voiturette-Klasse.
Seine besten Jahre hatte er in der Zeit nach dem Zweiten Weltkrieg. Zusammen mit seinem Landsmann Christian Kautz gründete er einen Privatrennstall, natürlich mit Maserati. Zu seinen großen Erfolgen zählen der Sieg beim Grand Prix von Großbritannien 1949, der dritte Platz in Monaco 1948 und einige weitere Podestplätze.
In den ersten Jahren der Formel-1-Weltmeisterschaft durfte er als Alfa-Romeo-Importeur in Lausanne gelegentlich mit den Werks-Alfa-Romeos fahren, meistens startete er jedoch auf Maserati. Bei 23 Starts in den Jahren 1950 bis 1956 kam er viermal in die Punkteränge, sein bester Platz war ein vierter in Belgien 1953.
1957 zog sich de Graffenried vom aktiven Rennsport zurück, blieb aber weiter der Formel 1 verbunden.
Nach seiner Rennkarriere wurde er PR-Berater bei der Firma Philip Morris und Vertreter der Marken Alfa Romeo und Ferrari.
1962 war er Gründungsmitglied des Internationalen Clubs ehemaliger Formel-1-Piloten wo er in den Jahren 1980 bis 2002 Präsident und anschließend bis zu seinem Tod Ehrenpräsident war.
1998 drehte der 84-Jährige eine Runde in einem Rennwagen beim 50-Jahr-Jubiläum von Silverstone.
Er war verheiratet mit Elsa Tacchini, Tochter von Alfred Tacchini.

## Statistik

### Vorkriegs-Grands-Prix-Ergebnisse
| Saison | 1   | 2   | 3   | 4   | Punkte | Position |
| ------ | --- | --- | --- | --- | ------ | -------- |
| 1938   |     |     |     |     | 31     | 31.      |
| 1938   |     | DNF | DNS |     | 31     | 31.      |
| 1939   |     |     |     |     | 29     | 25.      |
| 1939   | DNA |     |     | DNF | 29     | 25.      |

| Legende  | Legende                                                                   | Legende                                                                   | Legende   |
| Farbe    | Bedeutung                                                                 | Bedeutung                                                                 | EM-Punkte |
| -------- | ------------------------------------------------------------------------- | ------------------------------------------------------------------------- | --------- |
| Gold     | Sieg                                                                      | Sieg                                                                      | 1         |
| Silber   | 2. Platz                                                                  | 2. Platz                                                                  | 2         |
| Bronze   | 3. Platz                                                                  | 3. Platz                                                                  | 3         |
| Grün     | Klassifiziert, mehr als 75% der Renndistanz zurückgelegt                  | Klassifiziert, mehr als 75% der Renndistanz zurückgelegt                  | 4         |
| Blau     | nicht punkteberechtigt, zwischen 50% und 75% der Renndistanz zurückgelegt | nicht punkteberechtigt, zwischen 50% und 75% der Renndistanz zurückgelegt | 5         |
| Violett  | nicht punkteberechtigt, zwischen 25% und 50% der Renndistanz zurückgelegt | nicht punkteberechtigt, zwischen 25% und 50% der Renndistanz zurückgelegt | 6         |
| Rot      | nicht punkteberechtigt, weniger als 25% der Renndistanz zurückgelegt      | nicht punkteberechtigt, weniger als 25% der Renndistanz zurückgelegt      | 7         |
| Farbe    | Abkürzung                                                                 | Bedeutung                                                                 | EM-Punkte |
| Schwarz  | DSQ                                                                       | disqualifiziert (disqualified)                                            | 8         |
| Weiß     | DNS                                                                       | nicht gestartet (did not start)                                           | 8         |
| Weiß     | DNA                                                                       | nicht erschienen (did not arrive)                                         | 8         |
| sonstige | P/fett                                                                    | Pole-Position                                                             | 8         |
| sonstige | SR/kursiv                                                                 | Schnellste Rennrunde                                                      | 8         |
| sonstige | DNF                                                                       | Rennen nicht beendet (did not finish)                                     | 8         |

### Statistik in der Automobil-Weltmeisterschaft

#### Gesamtübersicht
| Saison | Team                    | Chassis          | Motor              | Rennen | Siege | Zweiter | Dritter | Poles | schn. Rennrunden | Punkte | WM-Pos. |
| ------ | ----------------------- | ---------------- | ------------------ | ------ | ----- | ------- | ------- | ----- | ---------------- | ------ | ------- |
| 1950   | Enrico Platé            | Maserati 4CLT/48 | Maserati 1.5 L4s   | 4      | −     | −       | −       | −     | −                | −      | NC      |
| 1951   | Alfa Romeo Spa          | Alfa Romeo 159   | Alfa Romeo 1.5 L8s | 3      | −     | −       | −       | −     | −                | 2      | 16.     |
| 1951   | Enrico Platé            | Maserati 4CLT/48 | Maserati 1.5 L4s   | 2      | −     | −       | −       | −     | −                | 2      | 16.     |
| 1952   | Enrico Platé            | Maserati 4CLT/48 | Maserati 2.0 L4s   | 3      | −     | −       | −       | −     | −                | −      | NC      |
| 1953   | Enrico Platé            | Maserati A6GCM   | Maserati 2.0 L6    | 1      | −     | −       | −       | −     | −                | 7      | 8.      |
| 1953   | Emmanuel de Graffenried | Maserati A6GCM   | Maserati 2.0 L6    | 6      | −     | −       | −       | −     | −                | 7      | 8.      |
| 1954   | Emmanuel de Graffenried | Maserati A6GCM   | Maserati 2.0 L6    | 2      | −     | −       | −       | −     | −                | −      | NC      |
| 1956   | Scuderia Centro Sud     | Maserati 250F    | Maserati 2.5 L6    | 1      | −     | −       | −       | −     | −                | −      | NC      |
| Gesamt | Gesamt                  | Gesamt           | Gesamt             | 22     | −     | −       | −       | −     | −                | 9      |         |

#### Einzelergebnisse
| Saison | 1   | 2   | 3   | 4   | 5   | 6   | 7   | 8   | 9 | Anmerkungen               |
| ------ | --- | --- | --- | --- | --- | --- | --- | --- | - | ------------------------- |
| 1950   |     |     |     |     |     |     |     |     |   |                           |
| DNF    | DNF |     | 6   |     |     | 6   |     |     |   |                           |
| 1951   |     |     |     |     |     |     |     |     |   |                           |
| 5      |     |     | DNF |     | DNF | DNF | 6   |     |   |                           |
| 1952   |     |     |     |     |     |     |     |     |   | Übergabe an Schell Rd. 27 |
| 1952   | 6   |     |     | DNF | 19  |     |     | DNQ |   |                           |
| 1953   |     |     |     |     |     |     |     |     |   |                           |
|        |     | 5   | 4   | 7   | DNF | 5   | DNF | DNF |   |                           |
| 1954   |     |     |     |     |     |     |     |     |   |                           |
| 8      |     | DNF |     |     |     |     |     | DNF |   |                           |
| 1956   |     |     |     |     |     |     |     |     |   |                           |
|        |     |     |     |     |     |     | 7   |     |   |                           |

| Legende  | Legende            | Legende                                                          |
| Farbe    | Abkürzung          | Bedeutung                                                        |
| -------- | ------------------ | ---------------------------------------------------------------- |
| Gold     | –                  | Sieg                                                             |
| Silber   | –                  | 2. Platz                                                         |
| Bronze   | –                  | 3. Platz                                                         |
| Grün     | –                  | Platzierung in den Punkten                                       |
| Blau     | –                  | Klassifiziert außerhalb der Punkteränge                          |
| Violett  | DNF                | Rennen nicht beendet (did not finish)                            |
| Violett  | NC                 | nicht klassifiziert (not classified)                             |
| Rot      | DNQ                | nicht qualifiziert (did not qualify)                             |
| Rot      | DNPQ               | in Vorqualifikation gescheitert (did not pre-qualify)            |
| Schwarz  | DSQ                | disqualifiziert (disqualified)                                   |
| Weiß     | DNS                | nicht am Start (did not start)                                   |
| Weiß     | WD                 | zurückgezogen (withdrawn)                                        |
| Hellblau | PO                 | nur am Training teilgenommen (practiced only)                    |
| Hellblau | TD                 | Freitags-Testfahrer (test driver)                                |
| ohne     | DNP                | nicht am Training teilgenommen (did not practice)                |
| ohne     | INJ                | verletzt oder krank (injured)                                    |
| ohne     | EX                 | ausgeschlossen (excluded)                                        |
| ohne     | DNA                | nicht erschienen (did not arrive)                                |
| ohne     | C                  | Rennen abgesagt (cancelled)                                      |
| ohne     | keine WM-Teilnahme |                                                                  |
| sonstige | P/fett             | Pole-Position                                                    |
| sonstige | 1/2/3/4/5/6/7/8    | Punktplatzierung im Sprint-/Qualifikationsrennen                 |
| sonstige | SR/kursiv          | Schnellste Rennrunde                                             |
| sonstige | *                  | nicht im Ziel, aufgrund der zurückgelegten Distanz aber gewertet |
| sonstige | ()                 | Streichresultate                                                 |
| sonstige | unterstrichen      | Führender in der Gesamtwertung                                   |